# Dion Glover
Micaiah Diondae Glover, detto Dion (Marietta, 22 ottobre 1978), è un ex cestista e allenatore di pallacanestro statunitense.

## Carriera
È stato selezionato dagli Atlanta Hawks al primo giro del Draft NBA 1999 (20ª scelta assoluta).

## Statistiche

### College
| Anno      | Squadra               | PG | PT | MP   | TC%  | 3P%  | TL%  | RP  | AP  | PRP | SP  | PP   |
| --------- | --------------------- | -- | -- | ---- | ---- | ---- | ---- | --- | --- | --- | --- | ---- |
| 1997-1998 | Georgia T. Yel. Jack. | 33 | 33 | 35,2 | 44,1 | 27,1 | 64,0 | 5,0 | 2,6 | 2,1 | 0,2 | 18,4 |
| Carriera  | Carriera              | 33 | 33 | 35,2 | 44,1 | 27,1 | 64,0 | 5,0 | 2,6 | 2,1 | 0,2 | 18,4 |

### NBA

#### Regular Season
| Anno      | Squadra           | PG  | PT  | MP   | TC%  | 3P%  | TL%  | RP  | AP  | PRP | SP  | PP   |
| --------- | ----------------- | --- | --- | ---- | ---- | ---- | ---- | --- | --- | --- | --- | ---- |
| 1999-2000 | Atlanta Hawks     | 30  | 1   | 14,9 | 38,6 | 26,7 | 72,9 | 1,3 | 0,9 | 0,5 | 0,1 | 6,5  |
| 2000-2001 | Atlanta Hawks     | 57  | 7   | 16,3 | 42,0 | 19,6 | 68,1 | 2,3 | 1,2 | 0,9 | 0,2 | 5,9  |
| 2001-2002 | Atlanta Hawks     | 55  | 25  | 21,0 | 42,1 | 33,0 | 75,7 | 3,1 | 1,5 | 0,8 | 0,3 | 8,9  |
| 2002-2003 | Atlanta Hawks     | 76  | 42  | 24,9 | 42,7 | 35,4 | 78,4 | 3,7 | 1,9 | 0,9 | 0,2 | 9,7  |
| 2003-2004 | Atlanta Hawks     | 55  | 26  | 26,6 | 39,1 | 34,3 | 77,5 | 4,3 | 2,1 | 0,7 | 0,3 | 10,1 |
| 2003-2004 | Toronto Raptors   | 14  | 4   | 12,7 | 38,5 | 28,6 | 71,4 | 2,1 | 1,1 | 0,7 | 0,1 | 4,6  |
| 2004-2005 | San Antonio Spurs | 7   | 0   | 9,7  | 36,4 | 12,5 | 80,0 | 1,6 | 0,6 | 0,4 | 0,4 | 3,6  |
| Carriera  | Carriera          | 294 | 105 | 20,9 | 41,1 | 31,7 | 75,6 | 3,1 | 1,5 | 0,8 | 0,2 | 8,2  |

## Palmarès
- McDonald's All-American Game (1997)